# Lénine en 1918
Pour plus de détails, voir Fiche technique et Distribution.
Lénine en 1918 (en russe : Ленин в 1918 году) est un film soviétique de propagande de 130 minutes réalisé par Mikhail Romm, avec Efim Aron (ru) et Isidor Simkov comme co-directeurs, sorti en 1939 et dont le scénario a été écrit par Alexeï Kapler et Taïssia Zlatogorova.
Il présente le contexte de la guerre civile russe après la révolution d'Octobre de façon que la figure de Staline se retrouve mise en avant, inaugurant le culte de sa personnalité à l'écran. Après la dénonciation des dérives de la politique stalinienne par Nikita Khrouchtchev lors du XXe congrès du Parti en 1956, Mikhaïl Romm se voit contraint d'effectuer des coupures pour rendre le film conforme à la politique de déstalinisation.

## Synopsis
Les événements se déroulent lors de la guerre civile russe. Au Kremlin, Lénine et Staline cherchent les moyens d'enrayer la crise économique. Entre deux réunions importantes, Lénine trouve le temps de recevoir les représentants du peuple parmi lesquels se trouve un koulak de Tamborsk, c'est un moment émotionnellement fort du film. Une tentative criminelle est déjouée par le commandant du Kremlin, Matveïev, mais les comploteurs s'échappent et préparent un nouvel attentat. Fanny Kaplan tire sur Lénine, elle sera arrêtée. Après sa convalescence, Lénine retourne au travail.

## Fiche technique
- Titre français : Lénine en 1918
- Réalisation : Mikhail Romm
- Second réalisateur : Efim Aron (ru), Isidor Simkov
- Scénario : Alexeï Kapler, Taïssia Zlatogorova
- Directeur de la photographie : Boris Voltchek (ru)
- Directeur artistique : Boris Doubrovski-Echke, Viktor Ivanov
- Assistant réalisateur : Tatiana Berezantseva
- Cadreurs : Yuli Kun, I.Davidov
- Musique : Nikolaï Krioukov
- Son : Sergueï Minervin, Boris Volsky
- Montage : Evguenia Abdirkina
- Maquillage : A.Ermolov
- Costumier : Konstantin Elisseev
- Société de production : Studios Mosfilm
- Pays d'origine : URSS
- Dates de sortie : 1939 (URSS)
- Format : Noir et blanc - 1,37:1 - Mono - 35 mm
- Genre : Film de propagande
- Durée : 130 minutes

## Distribution
- Boris Chtchoukine : Vladimir Lénine
- Nikolai Okhlopkov : Vassili, le protégé de Lénine
- Aleksandr Chatov (ru) : Konstantinov, le chef des conspirateurs
- Vassili Markov : Félix Edmundovich Dzerjinski
- Vassili Vanine : Matveïev, commandant de Kremlin
- Nikolaï Tcherkassov : Maxime Gorki
- Leonid Lioubachevski : Iakov Mikhailovich Sverdlov
- Vladimir Soloviov (ru) : Sintsov, un espion
- Nikolai Svobodin : Rutkovsky, un conspirateur
- Viktor Tretyakov : Ivan Novikov, un conspirateur
- Natalia Efron (ru) : Fanny Kaplan
- Elena Muzil (ru) : Yevdokia Ivanova, la gouvernante de Lénine
- Mikheil Gelovani : Joseph Staline (scènes coupées au montage)
- Nikolaï Bogolioubov : Kliment E. Vorochilov (scènes coupées au montage)
- Zoïa Dobina : Nadejda Konstantinovna Kroupskaïa (Lénina)
- Seraphim Koziminsky : Bobylev, homme de confiance de Lénine
- Klavdia Korobova : la femme de Vassili
- Dmitri Orlov (ru) : Korobov, ouvrier agricole
- Nikolaï Plotnikov : Koulak de Tamborsk
- Iosif Tolchanov : Andrei Fedorovich, interne en médecine
- Aleksandr Khokhlov : Professeur en médecine